# Kałynka
Kałynka (ukr. Калинка) – wieś na Ukrainie, w obwodzie winnickim, w rejonie tomaszpolskim i dawnej gminie Tomaszpol.